# Юнас Андерссон
Ю́нас А́ндерссон (швед. Jonas Andersson; 24 лютого 1981, м. Лідінге, Швеція) — шведський хокеїст, правий нападник.
Вихованець хокейної школи ХК «Ско». Виступав за «Норт-Бей Сентенніалс» (ОХЛ), «Мілвокі Адміралс» (ІХЛ/АХЛ), «Нашвілл Предаторс», ХК «Седертельє», «Брюнес» (Євле), «Ільвес» (Тампере), ГПК Гямеенлінна, «Кярпят» (Оулу), «Динамо» (Мінськ), «Ванкувер Канакс», «Манітоба Мус» (АХЛ), «Ак Барс» (Казань), «Атлант» (Митищі), «Торпедо» (Нижній Новгород), «Югра» (Ханти-Мансійськ), «Клотен Флаєрс».
В чемпіонатах НХЛ — 9 матчів (0+0). В чемпіонатах Швеції — 41 матч (2+4), у плей-оф — 4 матча (0+0). В чемпіонатах Фінляндії — 182 матча (50+70), у плей-оф — 38 матчів (11+12).
У складі національної збірної Швеції учасник чемпіонату світу 2010 (9 матчів, 6+0). У складі молодіжної збірної Швеції учасник чемпіонату світу 2001.

## Досягнення
- Бронзовий призер чемпіонату світу (2010)
- Чемпіон Фінляндії (2008), срібний призер (2009), бронзовий призер (2007)
- Володар Кубка Шпенглера (2009).